# Lappigelkottsspinnare
Lappigelkottsspinnare, Pararctia lapponica, är en fjärilsart som beskrevs av Carl Peter Thunberg 1791. Lappigelkottsspinnare ingår i släktet Pararctia och familjen björnspinnare, Arctiidae. Enligt den finländska rödlistan är arten nära hotad, NT, i Finland. Arten har en livskraftig (LC) population i Sverige. Artens livsmiljö är fjällhedar, fjällens mossar och från ängar upp till fjällbjörkzonen intill tundran. Tre underarter finns listade i Catalogue of Life, Pararctia lapponica gibsoni Bang-Haas, 1927, Pararctia lapponica hyperboreus Curtis, 1835 och Pararctia lapponica yarrowi Stretch, 1874.